# Ujan
Ujan (ros. Уян) – wieś (sieło) w Rosji, w obwodzie irkuckim, w rejonie kujtuńskim. W 2010 liczyła 1121 mieszkańców.